# Parafia Matki Bożej Ostrobramskiej w Chrzanowie
Parafia Matki Boskiej Ostrobramskiej w Chrzanowie – rzymskokatolicka parafia znajdująca się w Chrzanowie, na osiedlu Rospontowa. Parafia należy do archidiecezji krakowskiej i dekanatu Chrzanów.
Parafia liczy 2 800 wiernych

## Historia
Parafia została erygowana 19 listopada 1939 r. Historia parafii Matki Bożej Ostrobramskiej jest nierozerwalnie związana z fabryką lokomotyw „Fablok”, która powstała w Chrzanowie w latach 20. XX wieku.
W tym czasie „Fablok” dawał zatrudnienie kilku tysiącom ludzi z Chrzanowa i okolic. Zarządzający fabryką w trosce o swoich pracowników budowali mieszkania zakładowe. Najpierw, niedaleko fabryki, powstało osiedle zwane Kolonią Fabryczną, a później osiedle zwane Kolonią Rospontową. Jego nazwa wzięła się prawdopodobnie od nazwiska biskupa krakowskiego 
Stanisława Rosponda, który poświęcił to osiedle. To właśnie dla jego mieszkańców zbudowano kościół na Rospontowej. Powstał on z inicjatywy pracowników „Fabloku”, ale przy poparciu dyrekcji i zarządu głównego fabryki, który nie tylko ofiarował parafii św. Mikołaja w Chrzanowie parcelę pod kościół, ale także wpłacił na budowę znaczną sumę pieniędzy. Budynek kościoła został zaprojektowany przez chrzanowskiego architekta, Stanisława Oszackiego. 15 września 1935 r. poświęcono uroczyście kamień węgielny. Budowa kościoła trwała do 1939 r. Wybuch wojny prawdopodobnie przyspieszył decyzję o utworzeniu parafii na Rospontowej. 17 maja 2009 r., 70 lat po ukończeniu budowy, J.E. Ks. Stanisław kardynał Dziwisz dokonał aktu konsekracji świątyni.

## Zabytki
W kościele w ołtarzu głównym znajduje się obraz Matki Boskiej Ostrobramskiej, który 23 maja 1993 r. został odnowiony i otrzymał nowe pozłocone ramy. Kościół posiada organy piszczałowe. Instrument został sprowadzony ze Szwecji, jako dar mieszkającego tam parafianina. Sgraffita z elementami mozaiki wewnątrz kościoła wykonał Stanisław Szmuc. Po odnowieniu i przebudowie został poświęcony 9 czerwca 2005 r. przez ks. bpa Józefa Guzdek. Z lewej strony kościoła znajduje się dzwonnica wybudowana 17 października 1993 roku z trzema dzwonami. Największy dzwon to – Maria, średni – Maksymilian, najmniejszy – Michał. Obok dzwonnicy znajduje się grób ks. mgr Michała Potaczały, który zmarł nagle na plebanii 4 stycznia 1975 r. i został tu pochowany zgodnie ze swoim życzeniem testamentowym. Ten diecezjalny kapłan szczególną cześć oddawał św. Maksymilianowi. Wybudował wspólnie z parafianami według własnego projektu w 1972 r. ołtarz polowy a na nim, jeden z pierwszych, pomnik św. Maksymiliana Kolbe. Na pomniku znajduje się tabliczka z napisem "Święty Maksymilianie Kolbe naucz nas dobroci". Według opowiadań  tutejszych parafian, po odsłonięciu pomnika jeden z parafian zapytał księdza Michała, dlaczego na tabliczce jest napis święty, skoro Maksymilian jest tylko błogosławionym. Otrzymał odpowiedź - "Nie jest, ale będzie".
Przy kościele pw. MB Ostrobramskiej znajdują się dwie mogiły. W jednej z nich spoczywa ksiądz Michał Potaczało, wieloletni proboszcz tej parafii – człowiek, którego z wielką miłością i szacunkiem wspominają mieszkańcy osiedla. Od 30 maja 2003 r. Patron Szkoły Podstawowej Nr 5. Na jego grobie zawsze widać świeże kwiaty, palą się lampki. Natomiast nieopodal, w lesie, w bezimiennej mogile spoczywa ciało żołnierza niemieckiego, którego w czasie wojny zastrzelił Rosjanin na progu świątyni.
(Tak to wydarzenie wspomina tutejsza parafianka – Krystyna Potoczek-Bąkowska. „- Pamiętam, to był 1945 r. Mieszkaliśmy na Borowcowej. Nie było wtedy tylu domów, co teraz, z naszego okna widać było jak od Pogorskiej w kierunku Rospontowej i Borowca napierali żołnierze Armii Czerwonej. W naszym domu mieścił się sztab niemiecki. Kiedy nadchodzili Rosjanie, Niemcy uciekali w popłochu. Tego styczniowego dnia szliśmy z kuzynem Borowcową w kierunku ul. Leśnej. Mijając kościół, zobaczyliśmy na jego schodach uciekającego żołnierza niemieckiego, który chyba szukał schronienia wewnątrz. Za nim biegł Rosjanin, kiedy strzelił – tamten upadł i skonał właśnie u progu świątyni. Ludzie z sąsiedztwa zadbali o jego pochówek, a ksiądz Michał Potaczało postawił tam cokół.)
O porządek wokół bezimiennego grobu dba obecny proboszcz. Zawsze na Wszystkich Świętych palą się na nim lampki.

## Grupy parafialne
Działające grupy parafialne to: Rada Duszpasterska, Zespół Charytatywny, III Zakon św. Franciszka, Bractwo Różańcowe, Róże Różańcowe, Wspólnota Odnowy w Duchu Świętym, Oaza dzieci i młodzieży, chór parafialny „Cantylena”, schola dziecięca,  ministranci, lektorzy.

## Galeria

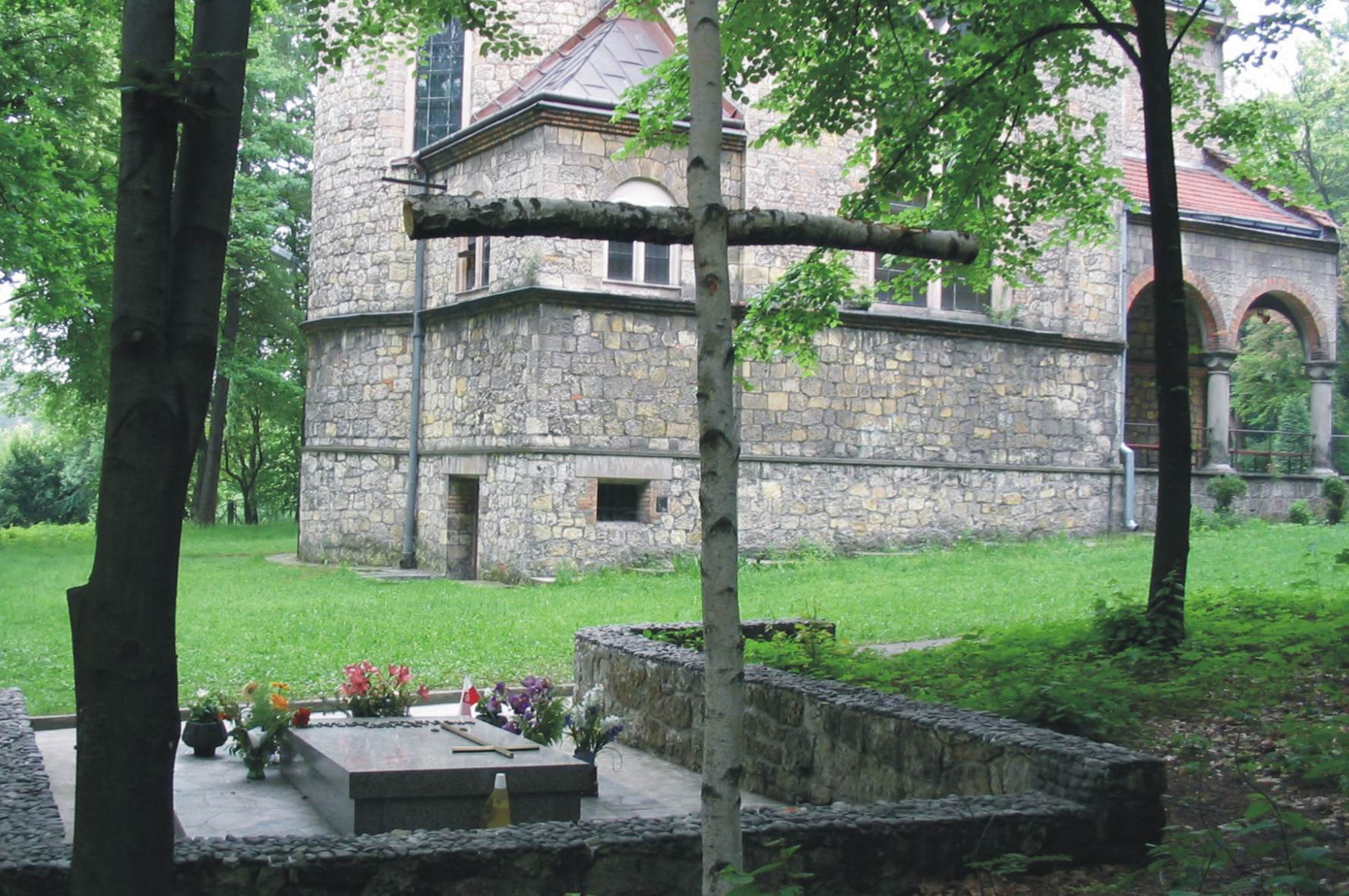
Grób Ks. Michała Potaczały przy kościele
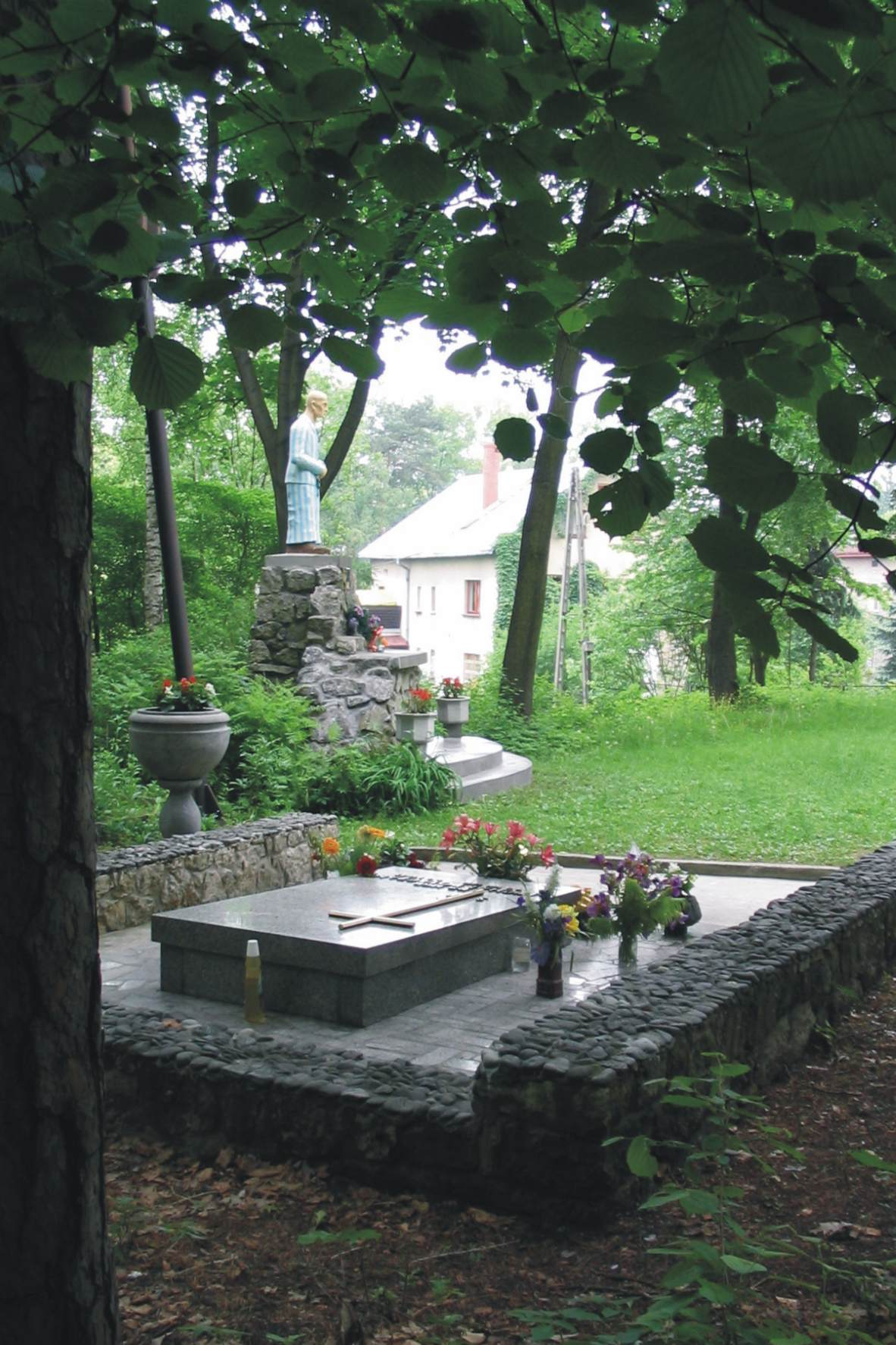
Grób Ks. Michała Potaczały w głębi ołtarz polowy z pomnikiem Św. Maksymiliana Kolbe
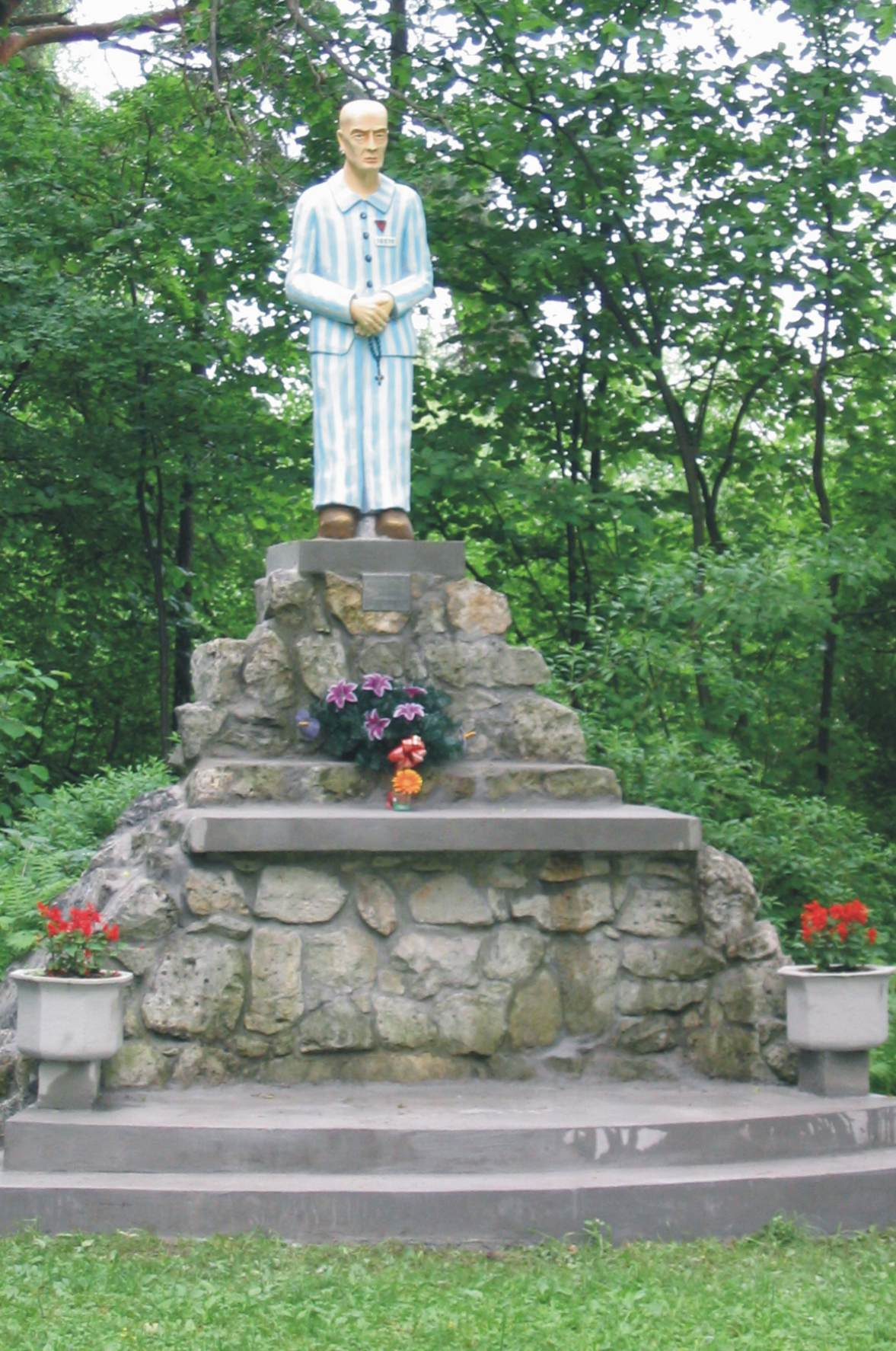
Ołtarz polowy z pomnikiem Św. Maksymiliana Kolbe
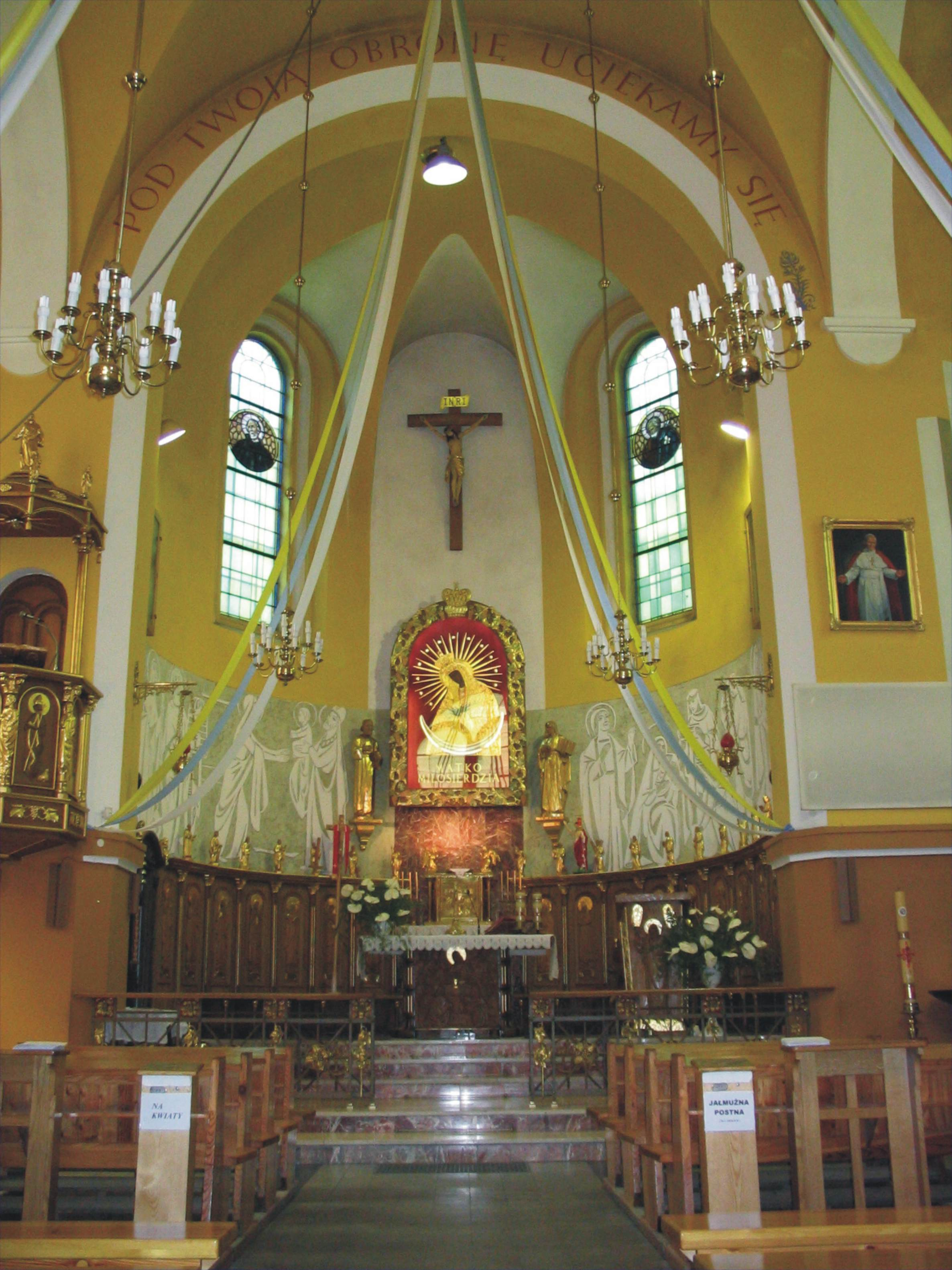
Prezbiterium kościoła
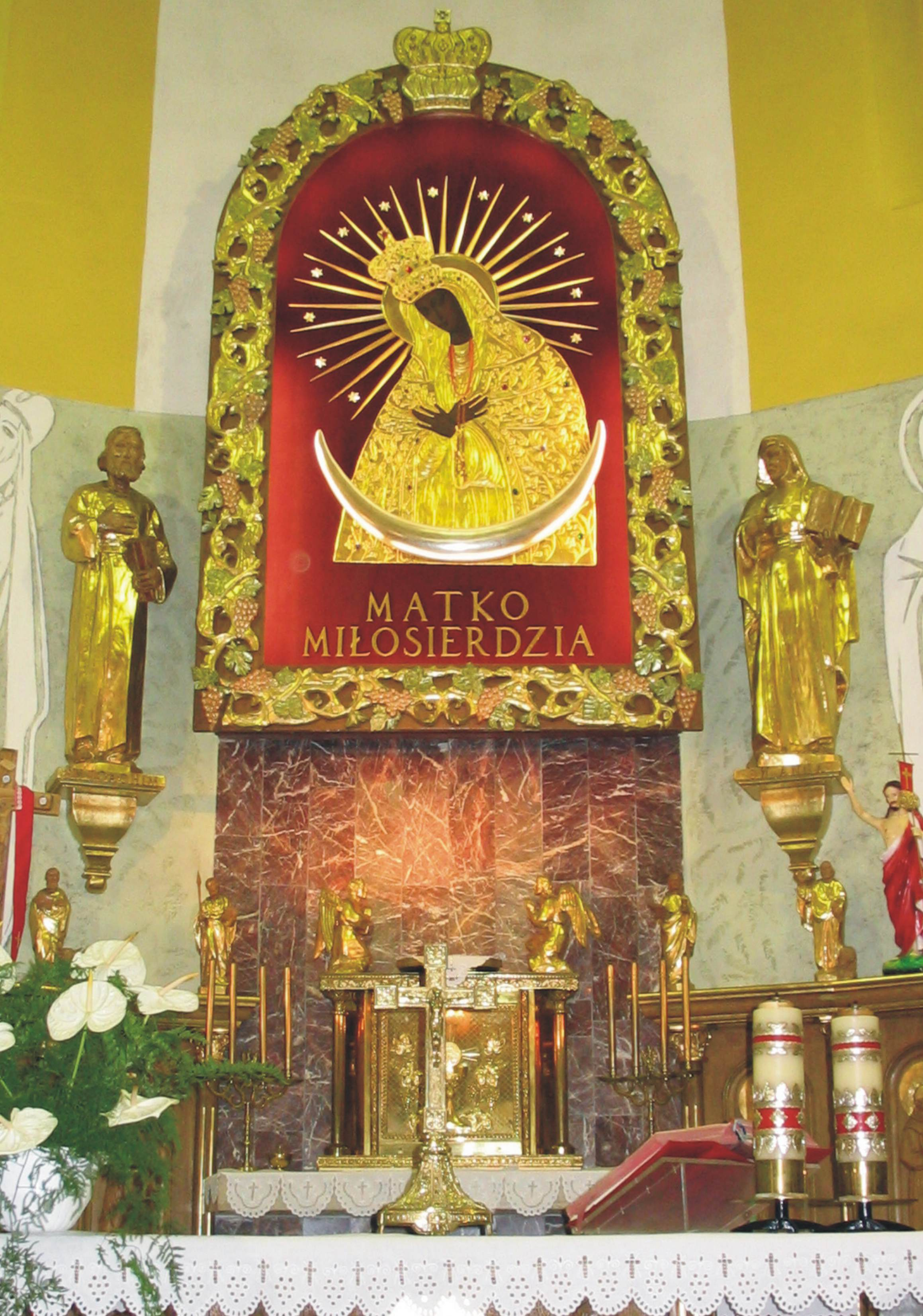
Ołtarz główny z odnowionym obrazem MB Ostrobramskiej
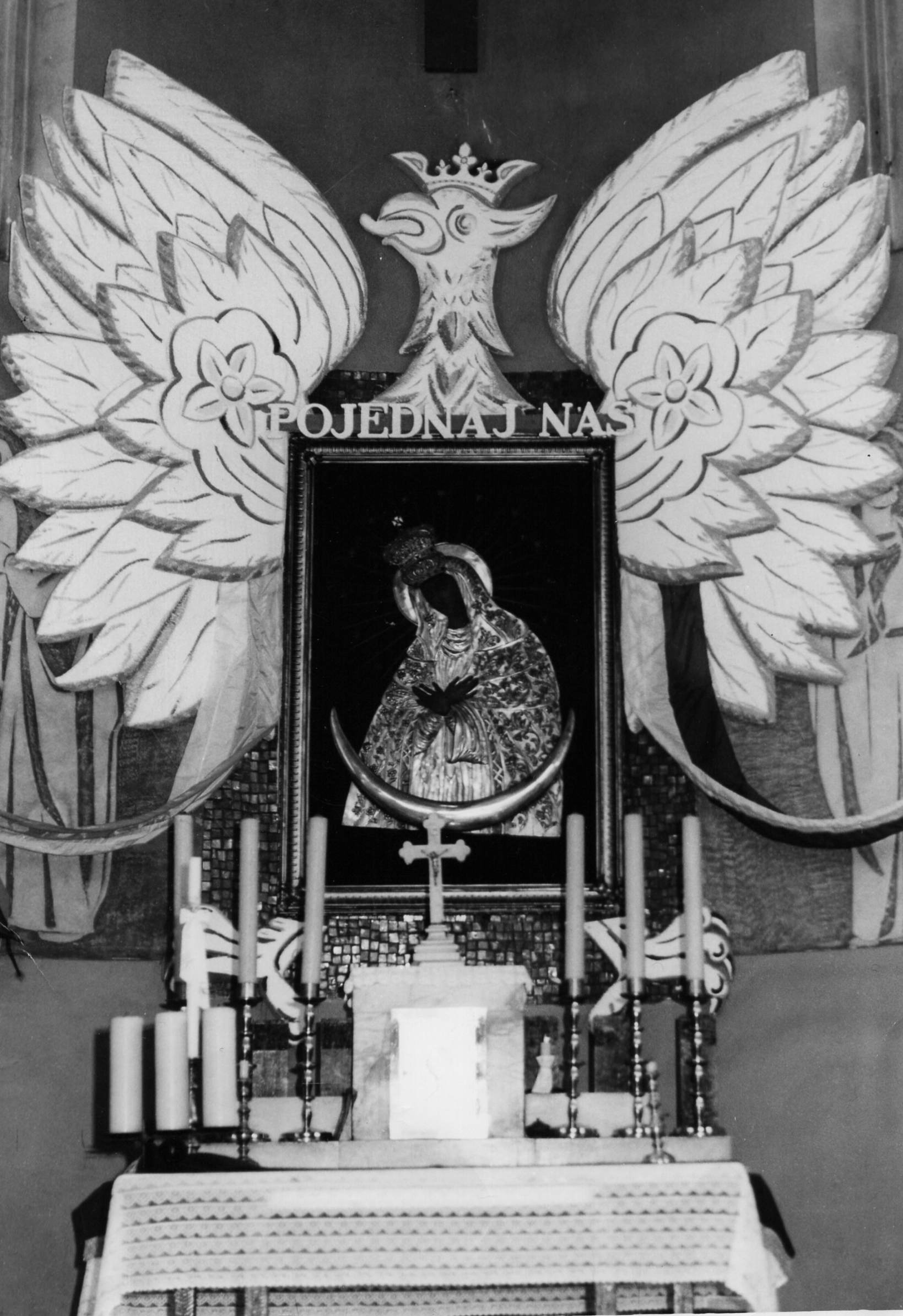
Ołtarz główny z obrazem MB Ostrobramskiej przed odnowieniem